# Patricio de la Escosura
Patricio de la Escosura Morrogh (Madrid, 5 de noviembre de 1807-Madrid, 22 de enero de 1878) fue un político, periodista, autor dramático, mitógrafo, crítico y escritor romántico español; hermano del periodista y dramaturgo Narciso de la Escosura y del ingeniero Luis de la Escosura y Morrogh. Era primo hermano del magistrado y escritor Francisco de la Escosura Hevia. Senador por la provincia de Córdoba 1872-1873 y senador por la Academia Española 1877, 1878.

## Biografía
Nació el 5 de noviembre de 1807 en Madrid y no en Oviedo, hijo del militar, escritor, historiador y traductor ovetense Jerónimo de la Escosura y López de Porto (1774-1855), miembro de la Real Academia Española y de la de Historia, y de Ana Morrogh Wolcott, de origen inglés. Siendo todavía un muchacho su familia se trasladó a Madrid. Allí asistió al colegio de San Mateo, fundado por el sacerdote liberal y poeta Alberto Lista, quien le inculcó incipientes ideales románticos. En esta época creó, junto con sus condiscípulos y amigos José de Espronceda y Ventura de la Vega, la sociedad secreta Los Numantinos (1823-1825) con el propósito de vengar la muerte del liberal Rafael del Riego y derribar el gobierno absoluto. Sin embargo, en la primavera de 1825 fueron denunciados, procesados y desterrados. 
Escosura regresó a España en 1826 e ingresó en la Academia de Artillería. Como militar participó en la guerra carlista a las órdenes del general Luis Fernández de Córdova. En Madrid tomó parte activa en la vida cultural del momento y estuvo entre los integrantes de la famosa tertulia literaria romántica del Parnasillo. Él y Federico de Madrazo, junto con otros amigos como Espronceda, fundaron y dirigieron en 1835 la revista El Artista, enseña del Romanticismo español, del mismo modo, también será uno de los integrantes del Liceo Artístico y Literario de Madrid. 
Partidario de la reina gobernadora María Cristina frente al liberal progresista Baldomero Espartero, se expatrió nuevamente en 1840. Con la caída del regente en 1843, Escosura volvió a España y se afilió al partido liberal moderado. Casado con una actriz, dirigió en Madrid el Teatro del Museo. En 1847 ingresó en la Real Academia Española. 
Fue ministro de la Gobernación con Narváez. Posteriormente se adscribió al partido progresista y se destacó en la formación del centro parlamentario que tuvo lugar tras la Vicalvarada (1854). Durante el Bienio Progresista fue ministro de la Gobernación con Espartero. La actitud de Escosura frente a Leopoldo O'Donnell provocó la dimisión de todo el gabinete, lo que le granjeó que el poderoso jefe de la Unión Liberal creara para él el cargo de comisario regio en Filipinas con el sueldo de 200.000 pesetas anuales y otras asignaciones. Después fue diputado por la Unión Liberal (1866) y, aunque volvió a ocupar escaño en el Congreso, su actividad política posterior a la Revolución de septiembre, a la República y a la Restauración fue poco significativa; fue representante de España en Berlín (1872).

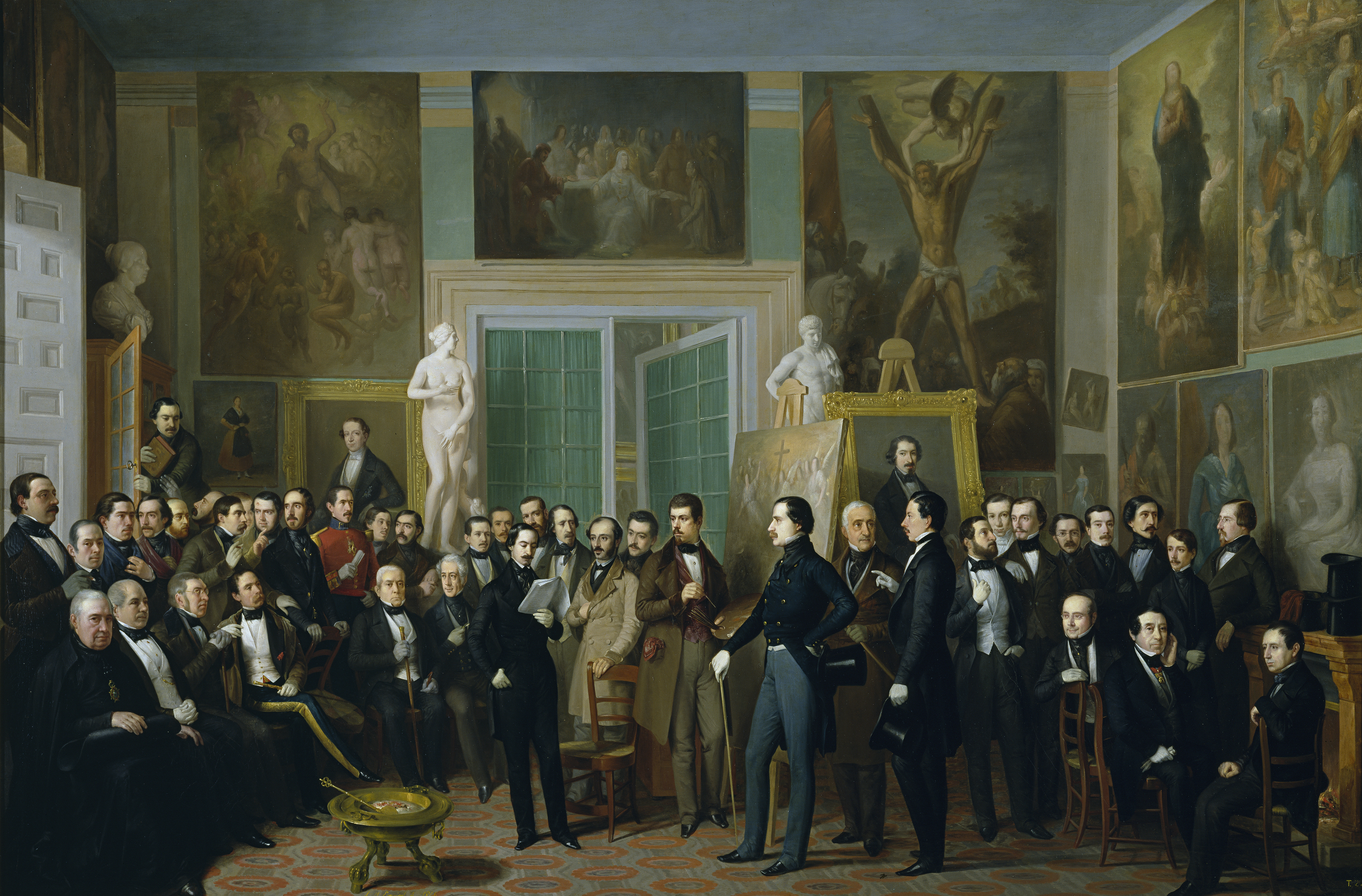
Los poetas contemporáneos. Una lectura de Zorrilla en el estudio del pintor, por Antonio María Esquivel (1846). Museo del Prado, Madrid.
Patricio de la Escosura es el undécimo personaje de pie contando desde la izquierda. Lleva uniforme militar.

Fue relativamente famoso como dramaturgo romántico por su obra Bárbara de Blomberg, que trata sobre la madre de don Juan de Austria y el conflicto de Carlos V entre la fidelidad a su amor y su responsabilidad. Otras obras dramáticas suyas son La Corte del Buen Retiro (1837), cuya segunda parte es También los muertos se vengan (1838), en las que da voz a famosas figuras del Siglo de Oro español y donde se escenifican los amores del conde de Villamediana con la reina Isabel de Borbón, que acaban con el asesinato del conde por orden de Olivares; la obra da cabida a escenas costumbristas y aparece, por ejemplo, una academia poética presidida por el rey y en la que participan Quevedo, Góngora, Villamediana y el propio monarca; la obra se estrenó en pleno apogeo de las guerras carlistas y en ella se contiene una gran alabanza de la libertad frente a la monarquía absoluta; Higuamota (1838), de asunto americano, como también Las mocedades de Hernán Cortés (1844) y La aurora de Colón (1839). Más tardío es el drama histórico Don Pedro Calderón (1867), fruto de la documentación y estudio que tuvo que hacer sobre este autor para editar sus obras; pinta al dramaturgo enredado en una compleja historia amorosa de la que sale para dedicarse al sacerdocio. Entre las comedias destacan Las flores de don Juan y El amante universal.
Entre 1842 y 1844 se publica en París España artística y monumental, obra cumbre del romanticismo español, con textos descriptivos de Patricio de la Escosura y grandes láminas del pintor Jenaro Pérez de Villaamil. Escribió también poemas narrativos imitando a su amigo Espronceda, como la leyenda sobre los Comuneros El bulto vestido de negro capuz (1835), e, influido por Walter Scott, varias novelas históricas o no, entre otras Ni rey ni Roque (1835), El Conde de Candespina (1832), El patriarca del valle (1846), Memorias de un coronel retirado (1868, autobiográfica).
Como novelista su tempo narrativo es bastante lento y no documenta suficientemente sus obras. Como crítico e investigador publicó Estudios históricos sobre las costumbres españolas (1851), Manual de mitología (1845) y un estudio sobre el teatro de Pedro Calderón de la Barca: Ensayo crítico sobre la vida y el teatro de don Pedro Calderón, estudio que prologa su edición del Teatro escogido del gran autor áureo.

## Obras

### Estudios, ensayos e historia
- España artística y monumental, París, 1842-1844, en casa de Alberto Hauser, n.º 11 Boulevard des Italiens, varios tomos; ed. facsímil, Madrid: JdeJ Editores, 2010. ISBN 978-84-937744-6-2.
- Historia constitucional de Inglaterra, desde la dominación romana, 1830; 2.ª ed. 1860
- Memoria sobre Filipinas y Joló, redactada en 1863 y 1864, 1883
- Manual de mitología: compendio de la historia de los dioses, héroes y más notables acontecimientos (1845); ed. moderna Valladolid: Maxtor, 2005.
- "Ensayo crítico sobre la vida y el teatro de don Pedro Calderón"
- "Carta prólogo" a Francisco Cañamaque, Recuerdos de Filipinas (1877).

### Narrativa
- El Conde de Candespina, 1832.
- Ni rey ni roque: episodio histórico del reinado de Felipe II, año de 1595 , 1835. Edición moderna: Dueñas (Palencia): Simancas, 2005, 2 vols.
- «Los desterrados a Siberia», 1839, cuento. En VV. AA., Artículo literario y narrativa breve del Romanticismo español, ed. María José Alonso Seoane, Ana Isabel Ballesteros Dorado y Antonio Urbach Medina, Madrid, Castalia, 2004, pp. 425-434.
- La conjuración de México: o los hijos de Hernán Cortes. Novela histórica, 1850.
- Estudios históricos sobre las costumbres españolas: Novela original, 1851.
- El patriarca del valle: novela original, 1862. Ballesteros Dorado, Ana Isabel: Una novela-revista: El patriarca del valle, de Patricio de la Escosura (estudio y selección anotada). Palma de Mallorca, Calima, 2009.
- Memorias de un coronel retirado, 1868, autobiográfica.

### Teatro
- La corte del buen retiro: drama histórico en cinco actos escrito en verso, Madrid, Hijos de Doña Catalina Piñuela, 1837.
- Segunda parte de La corte del buen retiro, ó, También los muertos se vengan, drama histórico en cinco actos, escrito en diversos metros
- Barbara Blomberg: drama en cuatro actos, en verso, Madrid, Hijos de Doña Catalina Piñuela, 1837.
- Don Jaime el Conquistador. Drama histórico en cinco actos y en verso. Madrid, Imprenta de los hijos de Doña Catalina Piñuela, 1838.
- Higuamota: drama en cinco cuadros escrito en diversos metros, Madrid, Repullés, 1839.
- La aurora de Colón. Drama en cinco cuadros, escrito en diferentes metros, Madrid, Imprenta de Yenes, 1838.
- Las mocedades de Hernan Cortés: comedia histórica en tres actos, 1845
- Don Pedro Calderón: comedia en tres jornadas a imitación de nuestro teatro clásico, 1867. Ed. moderna por J. Álvarez Barrientos, Pamplona, Universidad de Navarra, 2000.
- La comedianta de Antaño: drama en tres actos, precedido de un prólogo, y concluido con un epílogo, 1867.
- Las noches lúgubres, drama romántico inédito manuscrito en el Museo Lázaro Galdiano de Madrid.